# Берестовец (Житомирская область)
Берестове́ц (укр. Берестовець) — село на Украине, основано в 1629 году, находится в Коростенской городской общине Житомирской области. Расположено на реке Лозница.
Код КОАТУУ — 1822380401. Население по переписи 2001 года составляет 288 человек. Почтовый индекс — 11532. Телефонный код — 4142. Занимает площадь ок. 4 км².

## История
В 1946 году указом ПВС УССР село Татарновичи переименовано в Берестовец.

## Адрес местного совета
11532, Житомирская область, Коростенский р-н, с. Берестовец, ул. Казака, 1, тел. 6-73-42.